# Irina Čaban Bilandžić
Irina Čaban Bilandžić (Odesa, Ukrajina), ukrajinsko-hrvatska balerina.

## Životopis
Školovala se u Nacionalnoj baletnoj školi u rodnoj Odesi te na odeskom Učilištu za umjetnost i kulturu K. F. Danjkeviča, gdje je stekla zvanje koreografkinje i predavačice za klasičnu baletnu umjetnost. Plesala je u Nacionalnom odeskom kazalištu Opere i Baleta dvije sezone nakon čega je prešla u Kijevsko kazalište Opere i Baleta. S raznim je ukrajinskim baletnim ansamblima gostovala u predstavama po zapadnoj Europi, Aziji i dr. Godine 2006. zaposlila se u Hrvatskom narodnom kazalištu u Splitu. Ondje je ostvarila niz velikih uloga u brojnim naslovima klasičnog i neoklasičnog baletnog repertoara te suvremenog plesnog izraza. Dobila je Nagradu hrvatskog glumišta, najuglednije hrvatsko kazališno priznanje, u kategoriji najbolje baletne uloge za svoju ulogu Medore u baletu Gusar.